# Llista de topònims de Castellnou de Bages
Llista de topònims (noms propis de lloc) del municipi de Castellnou de Bages, al Bages
Informació actualitzada per un bot. Els canvis manuals es perdran quan s'actualitzi!

## entitat singular de població
| imatge | Nom                       | Ubicat a            | instància de                                   | Detalls | coordenades                                                                  | Protecció | Commons (més fotos)            | Dades a WD                    |
| ------ | ------------------------- | ------------------- | ---------------------------------------------- | ------- | ---------------------------------------------------------------------------- | --------- | ------------------------------ | ----------------------------- |
|        | Argençola                 | Castellnou de Bages | entitat singular de població                   | 15 hab  | 41° 51′ 34″ N, 1° 47′ 35″ E / 41.8595450658158°N,1.79306280479859°E 406 msnm |           | Argençola, Castellnou de Bages | Modifica les dades a Wikidata |
|        | Castellnou de Bages       | Castellnou de Bages | entitat singular de població capital municipal | 68 hab  | 41° 50′ 03″ N, 1° 50′ 15″ E / 41.83408104°N,1.83745179°E 484 msnm            |           |                                | Modifica les dades a Wikidata |
|        | el Serrat de Castellnou   | Castellnou de Bages | entitat singular de població                   | 884 hab | 41° 48′ 13″ N, 1° 49′ 51″ E / 41.8035802188857°N,1.83077997267111°E 463 msnm |           |                                | Modifica les dades a Wikidata |
|        | la Figuerola              | Castellnou de Bages | entitat singular de població                   | 111 hab | 41° 50′ 31″ N, 1° 50′ 03″ E / 41.842069844642°N,1.8341463613449°E 546 msnm   |           |                                | Modifica les dades a Wikidata |
|        | les Pinedes de Castellnou | Castellnou de Bages | entitat singular de població                   | 352 hab | 41° 48′ 34″ N, 1° 49′ 26″ E / 41.809541476978°N,1.8239017859812°E 423 msnm   |           |                                | Modifica les dades a Wikidata |

## església
| imatge | Nom                           | Ubicat a            | instància de     | Detalls                      | coordenades                                                                                                   | Protecció                                  | Commons (més fotos)           | Dades a WD                    |
| ------ | ----------------------------- | ------------------- | ---------------- | ---------------------------- | --- | ------------------------------------------ | ----------------------------- | ----------------------------- |
|        | Mare de Déu de Lorda          | Castellnou de Bages | església capella | Estat: ruïnós                | 41° 50′ 01″ N, 1° 47′ 55″ E / 41.833593°N,1.79867°E 558 msnm                                                  |                                            |                               | Modifica les dades a Wikidata |
|        | Sant Andreu de Castellnou     | Castellnou de Bages | església         | Estil: arquitectura romànica | 41° 50′ 03″ N, 1° 50′ 14″ E / 41.8343°N,1.83716111°E ca:Plaça de l'Església, s/n. Castellnou de Bages - 08251 | bé integrant del patrimoni cultural català | Sant Andreu de Castellnou     | Modifica les dades a Wikidata |
|        | Sant Pere de Castellnou       | Castellnou de Bages | església capella | Estat: ruïnós                | 41° 50′ 43″ N, 1° 49′ 00″ E / 41.8452707829433°N,1.81655448170372°E 494 msnm                                  |                                            |                               | Modifica les dades a Wikidata |
|        | Sant Salvador de Torre Abadal | Castellnou de Bages | església         | Estil: arquitectura popular  | 41° 48′ 29″ N, 1° 50′ 00″ E / 41.807954°N,1.83338°E ca:El Serrat                                              | bé integrant del patrimoni cultural català |                               | Modifica les dades a Wikidata |
|        | Santa Eulàlia d'Argençola     | Castellnou de Bages | església         |                              | 41° 51′ 32″ N, 1° 47′ 44″ E / 41.8589°N,1.79553°E                                                             |                                            |                               | Modifica les dades a Wikidata |
|        | Santa Margarida de Viladepost | Castellnou de Bages | església         | Estil: art romànic           | 41° 52′ 05″ N, 1° 48′ 12″ E / 41.868°N,1.80327°E ca:Argençola 437 msnm                                        | bé integrant del patrimoni cultural català | Santa Margarida de Viladepost | Modifica les dades a Wikidata |

## masia
| imatge | Nom                      | Ubicat a            | instància de | Detalls      | coordenades | Protecció | Commons (més fotos) | Dades a WD                    |
| ------ | ------------------------ | ------------------- | ------------ | ------------ | --- | --------- | ------------------- | ----------------------------- |
|        | Ca l'Aguilar             | Castellnou de Bages | masia        |              | 41° 49′ 19″ N, 1° 49′ 09″ E / 41.822°N,1.81912°E 450 msnm |           |                     | Modifica les dades a Wikidata |
|        | Cal Calciner             | Castellnou de Bages | masia        |              | 41° 51′ 54″ N, 1° 48′ 33″ E / 41.8649649508479°N,1.80925109843833°E ca:Nord de Castellnou de Bages                                                                     |           |                     | Modifica les dades a Wikidata |
|        | Cal Coll                 | Castellnou de Bages | masia        |              | 41° 49′ 18″ N, 1° 50′ 10″ E / 41.8217°N,1.83619°E ca:Sud de Castellnou de Bages 451 msnm                                                                               |           |                     | Modifica les dades a Wikidata |
|        | Cal Flequer              | Castellnou de Bages | masia        |              | 41° 49′ 01″ N, 1° 50′ 39″ E / 41.81685667°N,1.8442°E 401 msnm |           |                     | Modifica les dades a Wikidata |
|        | Cal Magí                 | Castellnou de Bages | masia        |              | 41° 51′ 56″ N, 1° 49′ 09″ E / 41.86554444°N,1.81921528°E ca:Nord-est de Castellnou de Bages 540 msnm                                                                   |           |                     | Modifica les dades a Wikidata |
|        | Cal Mau                  | Castellnou de Bages | masia        |              | 41° 48′ 38″ N, 1° 50′ 00″ E / 41.8105511735212°N,1.83341008584669°E ca:Pel camí de Santpedor a Castellnou, després de la urbanització del Serrat                       |           |                     | Modifica les dades a Wikidata |
|        | Cal Mestre               | Castellnou de Bages | masia        |              | 41° 52′ 01″ N, 1° 48′ 16″ E / 41.8668234240891°N,1.80434867386468°E |           |                     | Modifica les dades a Wikidata |
|        | Cal Nofre                | Castellnou de Bages | masia        |              | 41° 49′ 41″ N, 1° 49′ 45″ E / 41.82811389°N,1.829125°E 487 msnm |           |                     | Modifica les dades a Wikidata |
|        | Cal Potret               | Castellnou de Bages | masia        |              | 41° 51′ 55″ N, 1° 48′ 30″ E / 41.865222973441°N,1.8084230058489°E |           |                     | Modifica les dades a Wikidata |
|        | Cal Pujol                | Castellnou de Bages | masia        | 18th century | 41° 48′ 59″ N, 1° 50′ 11″ E / 41.8163107699593°N,1.836496124705°E ca:Sud de Castellnou de Bages                                                                        |           |                     | Modifica les dades a Wikidata |
|        | Cal Teixeta              | Castellnou de Bages | masia        |              | 41° 49′ 47″ N, 1° 50′ 04″ E / 41.82984167°N,1.83451556°E 462 msnm |           |                     | Modifica les dades a Wikidata |
|        | Cal Ticó                 | Castellnou de Bages | masia        |              | 41° 51′ 07″ N, 1° 47′ 17″ E / 41.852°N,1.78796°E 380 msnm |           |                     | Modifica les dades a Wikidata |
|        | Cal Tona                 | Castellnou de Bages | masia        |              | 41° 48′ 33″ N, 1° 50′ 05″ E / 41.8090878991971°N,1.83477291380604°E ca:Camí, abans de Cal Mau, que s'inicia al camí de Santpedor a Castellnou i que passa per Cal Tona |           |                     | Modifica les dades a Wikidata |
|        | Cal Tonet                | Castellnou de Bages | masia        |              | 41° 49′ 52″ N, 1° 50′ 06″ E / 41.8311744730767°N,1.8349745278066°E ca:A 1200m del nucli antic, pel camí de Santpedor a Castellnou                                      |           |                     | Modifica les dades a Wikidata |
|        | Can Xisquet              | Castellnou de Bages | masia        |              | 41° 49′ 27″ N, 1° 50′ 28″ E / 41.8242931861085°N,1.84119223373606°E |           |                     | Modifica les dades a Wikidata |
|        | Casamitjana              | Castellnou de Bages | masia        |              | 41° 51′ 13″ N, 1° 49′ 07″ E / 41.8536°N,1.81861°E ca:Nord de Castellnou de Bages 531 msnm                                                                              |           |                     | Modifica les dades a Wikidata |
|        | Colldeforn               | Castellnou de Bages | masia        |              | 41° 51′ 09″ N, 1° 48′ 17″ E / 41.8524°N,1.8046°E 550 msnm |           |                     | Modifica les dades a Wikidata |
|        | Comelles                 | Castellnou de Bages | masia        |              | 41° 49′ 21″ N, 1° 48′ 47″ E / 41.8224375044855°N,1.81294133289209°E ca:Al NO de la urbanització de les Pinedes i a l'O de la riera de Bellver                          |           |                     | Modifica les dades a Wikidata |
|        | Gallifa                  | Castellnou de Bages | masia        | 1913         | 41° 50′ 46″ N, 1° 47′ 18″ E / 41.846098583947°N,1.7883009268611°E ca:Nord-oest de Castellnou de Bages                                                                  |           |                     | Modifica les dades a Wikidata |
|        | Planacoll                | Castellnou de Bages | masia        |              | 41° 48′ 28″ N, 1° 49′ 59″ E / 41.8076735345467°N,1.83296873107872°E 428 msnm                                                                                           |           |                     | Modifica les dades a Wikidata |
|        | Safranassos              | Castellnou de Bages | masia        |              | 41° 49′ 42″ N, 1° 48′ 19″ E / 41.8283575611111°N,1.80537788468488°E ca:A l'O de la riera de Bellver i al SE del torrent de Viladelleva                                 |           |                     | Modifica les dades a Wikidata |
|        | Vila-seca                | Castellnou de Bages | masia        |              | 41° 49′ 53″ N, 1° 50′ 47″ E / 41.831385453854°N,1.8463828770746°E |           |                     | Modifica les dades a Wikidata |
|        | Vilatorrada              | Castellnou de Bages | masia        |              | 41° 48′ 21″ N, 1° 48′ 17″ E / 41.805740699923°N,1.8047108716795°E |           |                     | Modifica les dades a Wikidata |
|        | el Geumar                | Castellnou de Bages | masia        |              | 41° 50′ 01″ N, 1° 49′ 54″ E / 41.8335720802272°N,1.83160714541672°E |           |                     | Modifica les dades a Wikidata |
|        | el Graner                | Castellnou de Bages | masia        |              | 41° 50′ 33″ N, 1° 49′ 08″ E / 41.8426°N,1.81897°E ca:Entre el torrent del Graner i la riera de Bellver. Al S de Casamitjana 500 msnm                                   |           |                     | Modifica les dades a Wikidata |
|        | el Puig                  | Castellnou de Bages | masia        |              | 41° 52′ 08″ N, 1° 48′ 12″ E / 41.8688758858238°N,1.80338259505319°E ca:Nord-oest del Castellnou de Bages                                                               |           |                     | Modifica les dades a Wikidata |
|        | el Soler                 | Castellnou de Bages | masia        |              | 41° 49′ 16″ N, 1° 50′ 11″ E / 41.821204°N,1.836347°E ca:Sud de Castellnou de Bages                                                                                     |           |                     | Modifica les dades a Wikidata |
|        | els Cellers de Figuerola | Castellnou de Bages | masia        |              | 41° 50′ 08″ N, 1° 49′ 57″ E / 41.8355175953347°N,1.83249910485673°E |           |                     | Modifica les dades a Wikidata |
|        | l'Alzinota               | Castellnou de Bages | masia        |              | 41° 50′ 49″ N, 1° 48′ 56″ E / 41.8470085624672°N,1.81563107522444°E ca:Nord de Castellnou de Bages                                                                     |           |                     | Modifica les dades a Wikidata |
|        | la Baga                  | Castellnou de Bages | masia        |              | 41° 51′ 35″ N, 1° 48′ 13″ E / 41.859769972873°N,1.8037050982655°E |           |                     | Modifica les dades a Wikidata |
|        | la Barraca               | Castellnou de Bages | masia        |              | 41° 49′ 39″ N, 1° 50′ 16″ E / 41.8275739713764°N,1.83785764228549°E |           |                     | Modifica les dades a Wikidata |
|        | la Creu del Perelló      | Castellnou de Bages | masia        |              | 41° 51′ 36″ N, 1° 49′ 05″ E / 41.8601302104827°N,1.81814796082736°E ca:Nord de Castellnou de Bages                                                                     |           |                     | Modifica les dades a Wikidata |
|        | la Fassina               | Castellnou de Bages | masia        |              | 41° 49′ 45″ N, 1° 50′ 05″ E / 41.8290462231075°N,1.83471206458374°E ca:A 1500m del nucli antic, pel camí de Santpedor a Castellnou                                     |           |                     | Modifica les dades a Wikidata |
|        | la Portella              | Castellnou de Bages | masia        |              | 41° 48′ 51″ N, 1° 49′ 26″ E / 41.814043964883°N,1.8238194093875°E ca:Sud de Castellnou de Bages                                                                        |           |                     | Modifica les dades a Wikidata |
|        | la Roca                  | Castellnou de Bages | masia        |              | 41° 49′ 11″ N, 1° 50′ 32″ E / 41.8198439162667°N,1.84209121837316°E ca:A 1900m del nucli antic, pel camí que s'agafa al camí de Santpedor a Castellnou                 |           |                     | Modifica les dades a Wikidata |
|        | la Sala                  | Castellnou de Bages | masia        |              | 41° 48′ 14″ N, 1° 49′ 01″ E / 41.8038440971651°N,1.81696811807503°E ca:Al SO del terme municipal                                                                       |           |                     | Modifica les dades a Wikidata |
|        | la Vila                  | Castellnou de Bages | masia        | 1900s        | 41° 51′ 32″ N, 1° 47′ 36″ E / 41.8589986791048°N,1.7933501810596°E ca:Argençola                                                                                        |           |                     | Modifica les dades a Wikidata |
|        | les Barraquetes          | Castellnou de Bages | masia        |              | 41° 49′ 53″ N, 1° 48′ 26″ E / 41.8313475998215°N,1.8070925586339°E |           |                     | Modifica les dades a Wikidata |
|        | les Valls                | Castellnou de Bages | masia        |              | 41° 47′ 56″ N, 1° 48′ 25″ E / 41.7989494797406°N,1.80700758109886°E |           |                     | Modifica les dades a Wikidata |
|        | les Viladeres            | Castellnou de Bages | masia        |              | 41° 52′ 24″ N, 1° 48′ 42″ E / 41.8733115881274°N,1.81161474085213°E |           |                     | Modifica les dades a Wikidata |

## muntanya
| imatge | Nom                    | Ubicat a                      | instància de | Detalls | coordenades                                                           | Protecció | Commons (més fotos) | Dades a WD                    |
| ------ | ---------------------- | ----------------------------- | ------------ | ------- | --------------------------------------------------------------------- | --------- | ------------------- | ----------------------------- |
|        | Serrat de la Torre     | Castellnou de Bages Balsareny | muntanya     |         | 41° 51′ 03″ N, 1° 49′ 48″ E / 41.85091083°N,1.83009444°E 623.6 msnm   |           |                     | Modifica les dades a Wikidata |
|        | Serrat dels Cellers    | Castellnou de Bages Balsareny | muntanya     |         | 41° 50′ 42″ N, 1° 50′ 04″ E / 41.845°N,1.83452°E 611.5 msnm           |           |                     | Modifica les dades a Wikidata |
|        | Tossal de Serra Morena | Castellnou de Bages           | muntanya     |         | 41° 51′ 23″ N, 1° 48′ 51″ E / 41.85626389°N,1.81410556°E 613.4 msnm   |           |                     | Modifica les dades a Wikidata |
|        | Turó de l'Aguilar      | Castellnou de Bages           | muntanya     |         | 41° 49′ 27″ N, 1° 49′ 02″ E / 41.8242°N,1.81734°E 508.8 msnm          |           |                     | Modifica les dades a Wikidata |
|        | Turó de la Torre       | Castellnou de Bages Balsareny | muntanya     |         | 41° 51′ 03″ N, 1° 49′ 48″ E / 41.8509216559°N,1.8300988474°E 624 msnm |           | Turó de la Torre    | Modifica les dades a Wikidata |
|        | Turó del Soler         | Castellnou de Bages           | muntanya     |         | 41° 49′ 06″ N, 1° 49′ 53″ E / 41.81821167°N,1.83125°E 566.5 msnm      |           |                     | Modifica les dades a Wikidata |
|        | les Pinasses           | Castellnou de Bages Balsareny | muntanya     |         | 41° 51′ 10″ N, 1° 49′ 34″ E / 41.85266972°N,1.82617222°E 625.2 msnm   |           |                     | Modifica les dades a Wikidata |

## pont
| imatge | Nom                      | Ubicat a            | instància de | Detalls                       | coordenades                                                                            | Protecció | Commons (més fotos) | Dades a WD                    |
| ------ | ------------------------ | ------------------- | ------------ | ----------------------------- | -------------------------------------------------------------------------------------- | --------- | ------------------- | ----------------------------- |
|        | Pont de Gallifa          | Castellnou de Bages | pont         | 1911 Estat: bon estat         | 41° 50′ 53″ N, 1° 47′ 00″ E / 41.84805°N,1.78338°E ca:Argençola                        |           |                     | Modifica les dades a Wikidata |
|        | Pont de Gallifa II       | Castellnou de Bages | pont         | 20th century Estat: bon estat | 41° 50′ 51″ N, 1° 47′ 08″ E / 41.84751°N,1.78547°E ca:Nord-oest de Castellnou de Bages |           |                     | Modifica les dades a Wikidata |
|        | Pont de la Vila          | Castellnou de Bages | pont         | 1917 Estat: bon estat         | 41° 51′ 29″ N, 1° 47′ 38″ E / 41.85799°N,1.79402°E ca:Argençola                        |           |                     | Modifica les dades a Wikidata |
|        | Pont de la zona del Puig | Castellnou de Bages | pont         | 20th century Estat: bon estat | 41° 52′ 09″ N, 1° 48′ 06″ E / 41.86918°N,1.80179°E ca:Argençola                        |           |                     | Modifica les dades a Wikidata |

## serra
| imatge | Nom                         | Ubicat a                      | instància de | Detalls | coordenades                                                         | Protecció | Commons (més fotos) | Dades a WD                    |
| ------ | --------------------------- | ----------------------------- | ------------ | ------- | ------------------------------------------------------------------- | --------- | ------------------- | ----------------------------- |
|        | Carena de Cal Roig          | Castellnou de Bages           | serra        |         | 41° 49′ 29″ N, 1° 48′ 11″ E / 41.82471111°N,1.80296944°E 473.9 msnm |           |                     | Modifica les dades a Wikidata |
|        | Serra dels Morts            | Castellnou de Bages Santpedor | serra        |         | 41° 48′ 17″ N, 1° 50′ 24″ E / 41.80466944°N,1.84006389°E 463.7 msnm |           |                     | Modifica les dades a Wikidata |
|        | serra de Cal Nofre          | Castellnou de Bages           | serra        |         | 41° 49′ 39″ N, 1° 49′ 33″ E / 41.8276°N,1.82585°E 571.4 msnm        |           |                     | Modifica les dades a Wikidata |
|        | serra del Globus            | Castellnou de Bages           | serra        |         | 41° 48′ 43″ N, 1° 48′ 34″ E / 41.812°N,1.80943°E 408.9 msnm         |           |                     | Modifica les dades a Wikidata |
|        | serrat del Portell del Llop | Castellnou de Bages Súria     | serra        |         | 41° 50′ 15″ N, 1° 47′ 31″ E / 41.83758056°N,1.79195556°E 613.5 msnm |           |                     | Modifica les dades a Wikidata |

## vèrtex geodèsic
| imatge | Nom           | Ubicat a            | instància de    | Detalls   | coordenades                                                      | Protecció | Commons (més fotos) | Dades a WD                    |
| ------ | ------------- | ------------------- | --------------- | --------- | ---------------------------------------------------------------- | --------- | ------------------- | ----------------------------- |
|        | Les Pinasses  | Castellnou de Bages | vèrtex geodèsic | Alt: 1.2m | 41° 51′ 10″ N, 1° 49′ 34″ E / 41.85269°N,1.826196°E 625.118 msnm |           |                     | Modifica les dades a Wikidata |
|        | Torre Pinases | Castellnou de Bages | vèrtex geodèsic |           | 41° 51′ 03″ N, 1° 49′ 48″ E / 41.850939°N,1.830033°E             |           |                     | Modifica les dades a Wikidata |

## Misc
| imatge | Nom                                             | Ubicat a            | instància de      | Detalls                      | coordenades                                                             | Protecció                                            | Commons (més fotos)                      | Dades a WD                    |
| ------ | ----------------------------------------------- | ------------------- | ----------------- | ---------------------------- | ----------------------------------------------------------------------- | ---------------------------------------------------- | ---------------------------------------- | ----------------------------- |
|        | Embassament d'Argençola                         | Castellnou de Bages | embassament       | Superfície: 1.5ha            | 41° 51′ 41″ N, 1° 47′ 53″ E / 41.8614°N,1.79793°E                       |                                                      |                                          | Modifica les dades a Wikidata |
|        | Torre de Castellnou de Bages                    | Castellnou de Bages | torre de defensa  | Estil: arquitectura romànica | 41° 51′ 04″ N, 1° 49′ 48″ E / 41.8511°N,1.83°E                          | bé d'interès cultural bé cultural d'interès nacional | Torre de Castellnou de Bages             | Modifica les dades a Wikidata |
|        | barraca del Pepet                               | Castellnou de Bages | cabana            |                              | 41° 49′ 55″ N, 1° 51′ 02″ E / 41.8318084914524°N,1.85052231165214°E     |                                                      |                                          | Modifica les dades a Wikidata |
|        | casa consistorial de Castellnou de Bages        | Castellnou de Bages | casa consistorial |                              | 41° 50′ 02″ N, 1° 50′ 13″ E / 41.8338993°N,1.8369688°E 483 msnm         |                                                      | Casa consistorial de Castellnou de Bages | Modifica les dades a Wikidata |
|        | creu de terme d'Argençola (Castellnou de Bages) | Castellnou de Bages | creu de terme     |                              | 41° 51′ 14″ N, 1° 47′ 09″ E / 41.853879085625515°N,1.7859581813693837°E |                                                      |                                          | Modifica les dades a Wikidata |